# Ghiacciaio Leander
Il Ghiacciaio Leander (in lingua inglese: Leander Glacier) è un ghiacciaio tributario antartico, che drena la zona occidentale del Monte Black Prince e fluisce in direzione sud tra lo Shadow Bluff e il McGregor Range per andare a confluire nel Ghiacciaio Tucker, nei Monti dell'Ammiragliato, in Antartide.

## Storia
Il ghiacciaio è stato parzialmente esplorato dalla New Zealand Geological Survey Antarctic Expedition (NZGSAE), 1957–58, che ebbe modo di osservare le porzioni superiori del ghiacciaio anche dal Monte Midnight e dal Monte Shadow.
La denominazione del ghiacciaio è stata assegnata dalla NZGSAE in onore dell'incrociatore leggero HMNZS Leander che aveva preso parte alla Seconda guerra mondiale dal 1939 al 1945.